# T-16

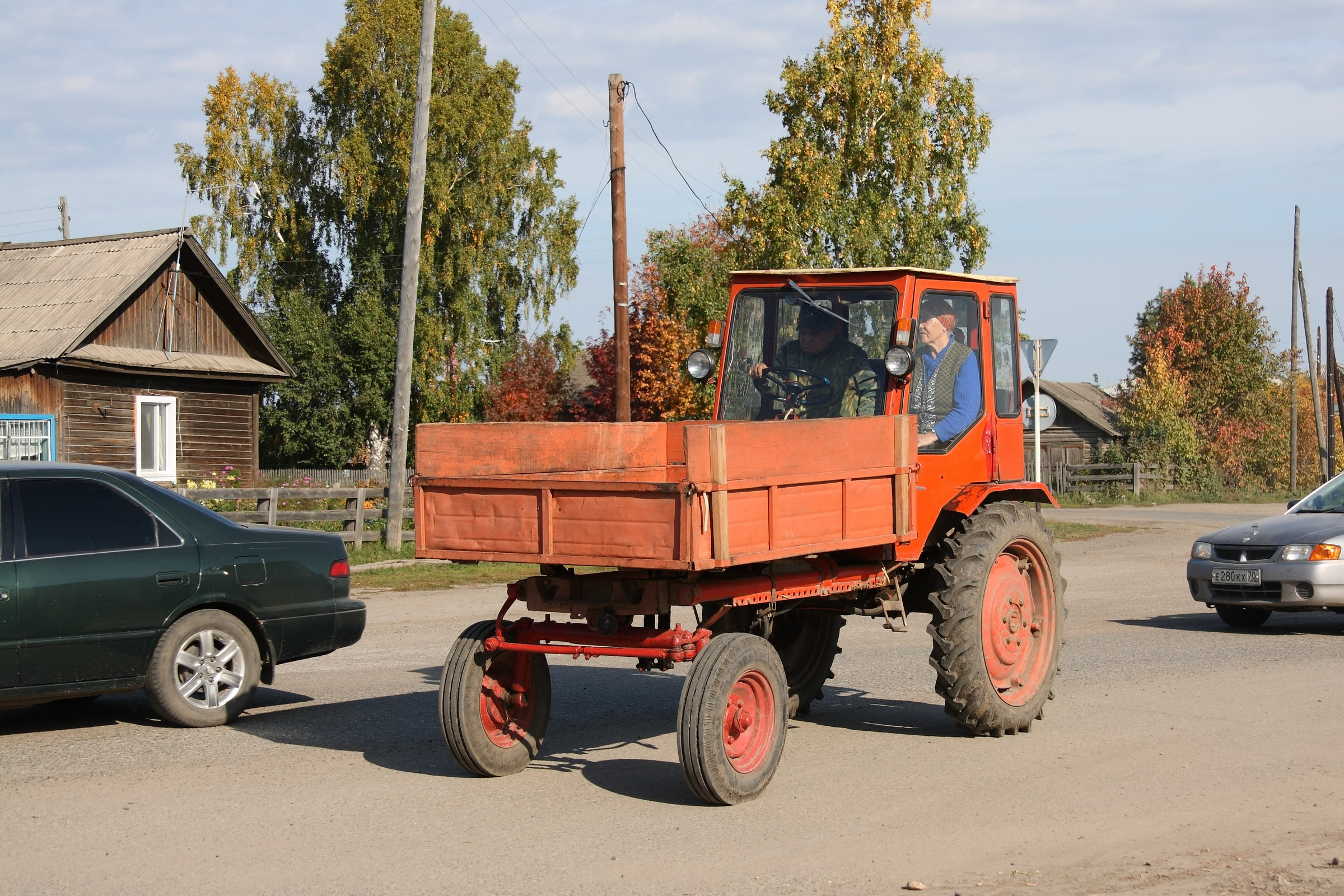
T-16

T-16(러시아어: Т-16)은 1961년부터 1967년까지 소련의 우크라이나 하르키우 트랙터 공장에서 제작된 트랙터이다. 소련에서는 약 600,000대가 생산되어 농촌에 보급되었다.
기존에 생산된 T-14 트랙터를 현대화했으며 자체 추진력을 갖춘 2기통 소형 디젤 엔진을 사용한 것이 특징이다. 1967년부터 1995년까지 T-16을 개량한 T-16M가 생산되었고 1986년부터 1995년까지 T-16MG(Т-16МГ)가 생산되었다. 이러한 변화는 수많은 기계 부품들의 결합에 영향을 미쳤으며 트랙터의 신뢰도가 전반적으로 향상되었다.

## 사양
- 엔진: 2기통 소형 디젤 엔진
- 마력: 16 마력(T-16), 25 마력(T-16M, T-16MG)
- 최고 속도: 1.50 ~ 17.5 km/h(T-16), 5.5 ~ 23.2 km/h(T-16M), 1.55 ~ 40.17 km/h(T-16MG)
- 무게: 1,685 kg(T-16), 1,730 kg(T-16MG)
- 길이: 3,700 mm(T-16MG)
- 폭: 1,550 mm(T-16MG)
- 높이: 2,500 mm(T-16MG)
- 지상고: 560 mm(T-16MG)